# استیو چارلز
استیو چارلز (انگلیسی: Steve Charles؛ زادهٔ ۱۰ مهٔ ۱۹۶۰) بازیکن فوتبال اهل بریتانیا است.
از باشگاه‌هایی که در آن بازی کرده‌است می‌توان به باشگاه فوتبال منزفیلد تاون، باشگاه فوتبال اسکانتورپ یونایتد، باشگاه فوتبال شفیلد یونایتد، باشگاه فوتبال استالی‌بریج سلتیک، باشگاه فوتبال بوستون یونایتد، و باشگاه فوتبال ورکسام اشاره کرد.